# Heinz Kokott
Heinz Kokott (* 14. November 1900 in Groß-Strehlitz; † 29. Mai 1976 in Traunstein) war ein deutscher Offizier, zuletzt Generalmajor im Zweiten Weltkrieg.

## Leben
Heinz Kokott trat am 1. Oktober 1918 während des Ersten Weltkriegs als Fahnenjunker in das 4. Schlesische Infanterie-Regiment Nr. 157 der Preußischen Armee ein. Nach Kriegsende und Demobilisierung des Regiments wurde Kokott in die Vorläufige Reichswehr übernommen und dem Reichswehr-Infanterie-Regiment 16 zugeteilt. Am 1. Oktober 1920 folgte seine Versetzung in das 7. (Preußisches) Infanterie-Regiment, wo er bis Ende Mai 1934 seinen Dienst versah. Am 1. Juni 1934 wurde er im Dienstgrad eines Majors Kompaniechef im Lehr-Bataillon „Döberitz“ und fungierte schließlich bis Oktober 1939 als Ausbilder an der Infanterieschule.
Nach Beginn des Zweiten Weltkriegs erhielt Kokott das Kommando über das II. Bataillon des Infanterie-Regiments 196 der 68. Infanterie-Division. Die Division wurde zu einer späteren Phase des Westfeldzugs in Luxemburg und Frankreich eingesetzt und schon im Juli 1940 zur Grenzsicherung nach Ostpolen verlegt. Das Bataillon kommandierte er auch beim Überfall auf die Sowjetunion, wo er Einsätze in Poltawa und Charkow durchführte. Vom 27. Dezember 1941 bis Mai 1942 kommandierte Oberst Kokott dann das Infanterie-Regiment 178 der 76. Infanterie-Division in Südrussland. Anschließend folgte seine Kommandierung an die Bataillons-Kommandeurs-Schule in Mourmelon. Am 19. Juni 1942 kam Kokott in den Truppendienst zurück und wurde Kommandeur des Infanterie-Regiments 317 der 211. Infanterie-Division, das später in Grenadier-Regiment 317 umbenannt wurde. Mit seinem Regiment kam er an der Ostfront zum Einsatz und wurde für seine Leistungen am 17. März 1943 mit dem Ritterkreuz des Eisernen Kreuzes ausgezeichnet. Während der Kämpfe im Raum Orjol wurde Kokott am 1. Juni 1943 verwundet und kam nach einem Lazarettaufenthalt am 7. Juli 1943 in die Führerreserve.
Im Herbst 1943 übernahm er das Kommando über die Schule VI für Fahnenjunker der Infanterie in Beverloo, wo er fast ein Jahr als Ausbilder tätig war. Anschließend übernahm er das Kommando über die Grenadier-Brigade 1135 und kämpfte in der Nordukraine. Nach der Auflösung wurde er ab August 1944 mit der Führung der 26. Volksgrenadier-Division beauftragt. Dort nahm er an der Ardennenoffensive teil und wurde mit seiner Beförderung zum Generalmajor am 1. Januar 1945 auch Divisionskommandeur bestätigt. Kokott geriet am 22. April 1945 in US-amerikanischen Kriegsgefangenschaft, aus der er im Juni 1947 entlassen wurde. In der Zeit der Kriegsgefangenschaft wurde er durch die US Army mehrfach zu seinen Einsätzen interviewt.

## Werk
- 26th Volks Grenadier Division in the Ardennes Offensive. Historical Division, Headquarters United States Army, Europe, Foreign Military Studies Branch, 1954.